# Samo Turel
Samo Turel, slovenski politik in pravnik, * 25. maj 1975, Nova Gorica.
Na lokalnih volitvah 2022 je na listi Gibanja Svoboda kandidiral za župana Mestne občine Nova Gorica in v drugem krogu s 55,86 % (4.783) glasov premagal protikandidata Klemna Miklaviča s 44,14 % (3.779) glasov. Volilna udeležba je dosegla 33,39 %.